# F.E.A.R. (ゲームソフト)
『F.E.A.R. -First Encounter Assault Recon-』（フィアー -ファースト エンカウンター アサルト リコン-）は、Monolith Productionsがパソコン用に製作したコンピュータゲーム。ジャンルはホラーFPS。2005年10月18日発売。
後にPlayStation 3版とXbox 360版が米国で発売され、日本でも発売予定だったが中止になった。マルチプレイ版は後述するが、無料で配布されている。
2011年、ワーナー エンターテイメント ジャパン（現：ワーナー ブラザース ジャパン）によるワーナー・ホーム・ビデオ部門がゲームパブリッシング事業に参入した。その後、2015年10月5日に日本法人「アクティビジョン株式会社」の法人番号が指定され、2017年10月4日に社名を「Activision Blizzard Japan株式会社」に変更した。日本におけるActivision Blizzard Japanは、2023年10月13日によるマイクロソフトの買収以降、『F.E.A.R. -First Encounter Assault Recon-』（本編（PC版））のパブリシング権が日本マイクロソフト（Mojang Studiosの買収を機にXboxシリーズ以外の他社ハードに参入している）に一本化する形で移行された。
続編の『F.E.A.R.2: Project Origin』が2009年2月16日にPlayStation 3、Xbox 360、PC版の3フォーマットで発売されている。2010年には『F.3.A.R.』というタイトルで3作目が制作され、2011年6月21日にPlayStation 3、Xbox 360、PC版が北米で、また日本では同年7月21日に発売された。

## 概要
本作最大の特徴は、ホラー系でありながらも終始「人間対人間」の銃撃戦に尽きる事である。恐ろしい形相の怪物が襲ってくるのではなく、夜道を一人で歩くような不安感としての恐怖を目指す、発売当時の国外製ゲームソフトとしては珍しい演出手法をとった。
マップは基本的に薄暗い屋内が大半を占め、シングルプレイでは森や渓谷といった自然空間で構成されたマップは登場しない。登場する銃器はすべて架空の物で、現存の銃火器をモデルに独自のデザインを施したものが使用されている。

### スロー・モー
本作ではゲージを消費することで主人公だけが使える特殊能力「スロー・モー」を発動させ、一定時間だけ反射神経を極限まで研ぎ澄ませることができる。
スロー・モー発動中は時間の体感速度が約1/5に低下し、自分を含む全ての物体の動きが遅くなる。ただし、こちらは照準速度が低下せず、他の動作速度も約1/2なので相対的に素早く動ける。この結果、物陰から一瞬だけ身を乗り出して銃撃したり、敵が投擲したグレネード等に反応しやすくなる。なお、この能力はスロー・モーゲージが尽きない限り無制限に使うことが可能で、ゲージは自動回復するため理論上使用回数に制限はない。

## ストーリー
アーマカム・テクノロジ・コーポーレーション（通称「ATC」）はかねてよりアメリカ軍と契約し 極秘裏にクローン部隊の研究、実験を行っていた。クローン兵士の「レプリカ部隊」はある一人の指揮官のテレパシー能力によってすべての活動を掌握されるようプログラムされていたが、ある日その唯一の指揮官として養成されていた「パクストン・フェッテル」が凶暴化、レプリカ部隊を率いて研究所の職員を皆殺しにした挙句、その死体を食べたあと、研究所から1000人以上の兵士を引き連れて脱出を図った。
指揮官であるフェッテルを無力化すれば、レプリカ部隊は電池を失ったロボットのように動きを止める。この情報に基づき、少数精鋭の特殊部隊「First Encounter Assault Recon」通称『F.E.A.R.』はパクストン・フェッテルの暗殺のために出動。常人では考えられないほどの反射神経を持つ"主人公は、F.E.A.R.に入隊したばかりの新人として何人かの仲間とともにフェッテル暗殺ミッションを開始した。フェッテルの頭脳に埋め込まれた発信機のシグナルを頼りに、彼らが潜伏していると思われる古い研究所の廃屋にたどり着いた主人公達だったが、その奥地で少女が泣き叫ぶ奇妙な幻覚を見る。
直後に拷問を受けたように殺された謎の男の死体を発見した主人公は、付近に居ると思われるフェッテルを追うものの不意打ちを食らってしまう。もうろうとした意識の中でフェッテルは主人公を殺すでもなく語りかける。「"アレ"は彼女の記憶なのか、自分の記憶なのか分からない、しかし自分は奴らを覚えている。奴らは死ぬべきなんだ、全員、死ぬべきなんだ。」…そう言い残し、シグナルもろとも行方をくらませるフェッテル。間もなくある港の倉庫付近で多数のレプリカ部隊が目撃され、主人公たちもそこへ向かうが…。

## 登場人物
F.E.A.R.チーム、デルタフォースチーム、ATC職員、その他に分けて解説する。

### F.E.A.R.（First Encounter Assault Recon、第一種遭遇強襲偵察部隊）チーム
ポイント・マン（Point Man）
本作の主人公で、一週間前に転属されてきたばかりの新人隊員。名前、顔などは一切明らかにされず、また喋る事もない。ただし顔はF.E.A.R. 3で明らかになる。
特殊能力者の制作・育成を目的とした「オリジン計画」によって生み出された“最初のプロトタイプ”で、アルマ・ウェイドの最初の子供、すなわち殺害目標である「パクストン・フェッテル」の兄である。しかし当人は勿論の事ながら、周囲のF.E.A.R.隊員も実情は知らないようで、どのような経緯でF.E.A.R.に入隊したのかも作中では語られていない。
フェッテルのようなテレパシー能力は持たないものの、主人公もまた超能力の持ち主であり、その一つとして常識を脱した凄まじい反射神経を持つ。作中ではそれを「スロー・モー」として表現している。
ベン・ジャンコフスキー（Spencer Jankowski）
声（日本語版）：三宅健太
スキンヘッドのベテランF.E.A.R.隊員。主人公が配属される以前のポイント・マン（前衛）だった。新入りである主人公をあまり信頼しておらず、ジンに「あの目は只者ではない。心を見透かされるようだ」と語る。 港の倉庫でアルマに殺害されるが、同伴のデルタフォースチームと異なり遺体は発見されず、霊体のような存在となった。その後、主人公の前に幻覚として度々現れる。
ジン・スンクワン（Jin Sun-Kwon）
声（日本語版）：浅井晴美
F.E.A.R.の隊員。韓国系アメリカ人で体系は小柄、冷静な性格。部隊の技術仕官であり、現場での救急医療や科学犯罪捜査の責任者である。
主人公とともに生き残った数少ない人物の一人だったが、Extraction Pointでゴーストに殺害された。
しかし、拡張パックのストーリーは完全に無視されたため、F.E.A.R. 3には登場する。
ロウディ・ベターズ（Rodney Betters）
声（日本語版）：茂木優
F.E.A.R.のミッションコーディネーター（指揮官）。中西部訛りの英語を喋る。
ベターズは常に現場の外で指揮をとっているため登場の機会は少ない。故に一連の事件によって命の危機に最も晒されなかったとも言え、F.E.A.R.本編シリーズでは数少ない生存者といえる。
軍曹（Sergeant）
Perseus Mandateの主人公。F.E.A.R.隊員、階級は軍曹。名前、顔などは一切明らかにされず、また喋る事もない。ただし顔グラフィック自体は用意されている。本編主人公やフェッテルとの血縁関係は見られないが、なぜかスロー・モー能力を持っている。ただし、これはゲームシステムを維持しつつ主人公を変更する都合上、やむを得ない事情と思われる。
アルダス・ビショップの死亡直後、事態を重く見たベターズ指揮官が導入した別働部隊に参加する。途中アルマやフェッテルに遭遇するが、終盤でフェッテルに「おまえは無関係の存在だ、出て行け」と促される等、ストーリー上の重要人物ではない模様。
デビッド・レインズ（David Raynes）
Perseus Mandateの登場人物。F.E.A.R.隊員、階級は大尉。軍曹、チェンとともに出撃する。
部隊の中でも取りまとめ役的な存在。一連の出来事の後、軍曹とともに現場からの脱出に成功する。
スティーブ・チェン（Steve Chen）
Perseus Mandateに登場するアジア系男性。F.E.A.R.隊員、階級は中尉。軍曹、レインズとともに出撃する。
主人公とともに目標に向けて進攻する途中、ゴーストに殺害され霊体のような存在となった。その後、軍曹の行く先や幻覚の中に度々現れる。エンディングでは軍曹とレインズが乗り込むヘリコプター内に座っており、二人を見送るように消えていった。

### デルタフォースチーム
ダグラス・ホリデイ（Douglas Holiday）
声（日本語版）：浦田優
黒人のデルタフォース隊員。爆弾のスペシャリストで、自称「他の奴らは爆弾のプロだが俺はマスター」の腕前を持つ。
主人公とともに生き残った数少ない人物の一人だったが、Extraction Pointでゴーストに殺害された。続編において拡張パックのストーリーは完全に無視されたが、F.E.A.R.3には登場しない。
パッサラクーア（D. Passalaqua）
声（日本語版）：？
ジンの護衛を担当していたデルタフォース隊員。Extraction PointやPerseus Mandateにも登場し、主人公たちをサポートする。
シェパード（A. Shepard）
声（日本語版）：？
デルタフォースのミッションコーディネーター（指揮官）。常に現場の外で指揮をとっているため生存したと思われる。
ブレマー（Bremmer）
デルタフォース隊員。エンディングにおいて主人公やジン、ホリデイの乗るヘリを操縦していた。Extraction Pointではヘリが墜落するため、そのまま死亡している。
DCコミックス版にも登場し、アルマによって殺害された。

### ATC職員たち
チャールズ・ハベガー（Charles Habegger）
声（日本語版）：土田大
ATCの研究者で、愛称はチャック。アルマやフェッテルの研究をしており、計画の延期を提案していた。
物語冒頭において惨殺された状態で主人公たちの前に現れ、その後も霊体のような存在となり幻覚として現れる。
ビル・ムーディー（Bill Moody）
声（日本語版）：？
港で働いていたATCの社員。アルマの居場所を聞き出そうとしたフェッテルに尋問され殺された。生前から霊体のような存在となり、死亡後も主人公の前に現れる。
イアン・ハイブス（Iain Hives）
声（日本語版）：？
ATCの社員。社が過去に研究していた事案についての委員会に属していた。
ビショップと同じく、口封じの指示を受けたATC警備兵によって殺されたようで、主人公の前に霊体のような存在となって現れる。
マーシャル・ディズラー（Marshall Disler）
声（日本語版）：鈴木貴征
音声のみ登場するATCの研究者。ハベガーやハーランと共にアルマやフェッテルの研究をしていた。
アルダス・ビショップ（Aldus Bishop）
声（日本語版）：中國卓郎
ATCの社員。社が過去に研究していた事案についての委員会に属していた。
爆弾にがんじがらめにされ、レプリカ兵に拷問を受けていたところを主人公とホリデイに救出される。その後、デルタフォースチームのヘリコプターで脱出する直前、口封じの指示を受けたATC警備兵に狙撃され死亡する。
ノートン・メイプス（Norton Mapes）
声（日本語版）：並木伸一
ATCのエンジニア。かなりの肥満体で、非常時にも関わらずポテトチップスをボリボリむさぼっている。
主人公の手を借りて二度の窮地を脱するが、どちらの場合も約束を反故にして逃走。さらに警備システムを操作して通路を塞ぐ、殺傷能力の高いタレットを起動する等、半ば殺意を持って行く手を妨害する。終盤でハーラン・ウェイドに銃撃され瀕死の重傷を負うが、続編のExtraction Pointでは何食わぬ顔で再登場した。その後どうなったのかは不明。ちなみに、Extraction Pointには隠し部屋が2つ存在し、その両方に彼が配置されている。
アリス・ウェイド（Alice Wade）
声（日本語版）：安達まり
ATCの社員。同社に勤める研究者ハーラン・ウェイドの娘。ビショップと同じく過去の研究に関する委員会に属していた。
父のハーラン・ウェイドを探して地下施設に単独で進入するが、フェッテルに食われてしまう。また、血族関係上はアルマの妹、すなわち主人公（ポイント・マン）とパクストン・フェッテルの叔母であるが、本人たちはその事実を知らない。
ハーラン・ウェイド（Harlan Wade）
声（日本語版）：?
ATCの研究者。レプリカ兵とフェッテルについて重要な研究を行っていた。
「オリジン計画」の中心にいた重要人物。過去の実験で特殊な能力のあった当時15歳の実娘アルマを母体に、主人公とフェッテルを無理やり出産させる。後に研究は凍結され、放置されたアルマ（この時18歳）は6日後に地下研究所で死亡した。フェッテルの凶暴化とアルマの関連に気がついたハーランは、地下研究所に向かいアルマの肉体を開放するも、直後に殺害される。なお、ハーランは血縁上、主人公（ポイント・マン）とフェッテルの祖父にあたる。
ジェネディーヴ・アリスティド（Genevieve Aristide）
声（日本語版）：?
ATCの社長。本作では音声のみの登場だが、F.E.A.R.2では姿を現す。

### その他
パクストン・フェッテル（Paxton Fettel）
声（日本語版）：前川健志
今回の事件の首謀者。テレパシー能力によって兵士達を遠隔操作でき、たった一人で大部隊を指揮できる。彼はその能力を使ってレプリカ部隊を操り、反乱を引き起こした。人の肉を食べて記憶を読み取る能力も併せ持っており、それを目的遂行のために活用している。生身の人間だが、主人公の前に幻覚として度々現れる。
正体はアルマ・ウェイドの2番目の息子で、ポイント・マンの実の弟でもある。反乱を起こしたのは母親の肉体を解放するためであった。彼自身は今回の暴走で自ら戦うことはなく、戦闘能力は未知数。また、テレパシー能力にも直接的な攻撃力は無く、あくまでもレプリカ部隊を操る事しかできないようである。終盤でポイント・マンに殺害されるが、ハーランがアルマの肉体を開放した事で目的は果たされた。続編のExtraction Pointでは、アルマの手により霊体のような存在として復活した。
アルマ・ウェイド（Alma Wade）
声（日本語版）：壱智村小真
通称アルマ。今回の事件の鍵を握る謎の多い少女。黒髪のストレートロングヘアに赤黒いワンピース、裸足という奇妙ないでたちで、主人公の前に幻覚として度々現れる。18歳没。
生まれながらに超能力を持って生まれたアルマは、ATCが極秘裏に始めた「オリジン計画」の研究対象兼研究材料として使われ、知らぬ間に赤ん坊を二度孕まされた。不気味なほど物静かで感受性が強い少女だったらしいが、出産後に意識を取り戻した際、取り上げられた赤ん坊を帰すよう泣き叫ぶ姿等が見て取れる事から、人並みの感情は持ち合わせていたようである。 本編中で発揮する超能力は息子らのソレと一線を画し、炎を呼び起こす、人間を一瞬で骨に変える、物体を吹き飛ばす、悪霊のようなものを呼び寄せる等を可能としている。霊体のような存在であるが故に殺害することも不可能に等しい。その姿を見て生き残った人物はほとんど居ないが、アルマ（少女）は主人公（ポイント・マン）に対して殺意を持っていないように見受けられる。これは彼が自分の息子であると知っての行動であり、必ずしも敵とは言えない存在である。一方、終盤で開放されたアルマ（大人）は全裸で骨格が分かるほど痩せ細っており、差し伸べてくる両腕に触れると即死してしまう。なお、Extraction Pointの終盤では両者が一つになる描写がある。
デイビッド・ホイル（David Hoyle）
声（日本語版）：？
オリジン計画に関わっていた上院議員。
ギャヴィン・モリソン（Gavin Morrison）
Perseus Mandateに登場するNSA出身のトラブルシューター。裏社会に精通しており、政治家相手に表沙汰にできない厄介事を解決する仕事を請け負っている。上院議員から「ペルセウス計画の成果を回収せよ」と命を受け、ナイトクロウラーズとともにATCデータセンターを襲撃。しかし、任務の途中でナイトクロウラーズが離反し、彼らに捕らえられていたところを軍曹に救出される。その後は研究施設へと続く近道を案内するが、不意にフェッテルの記憶を垣間見た直後、アルマのサイキック攻撃で吹き飛んだトラックの下敷きとなり死亡した。
コマンダー（Nightcrawler Commander）
Perseus Mandateに登場する傭兵部隊「ナイトクロウラーズ」の指揮官。当初はモリソンに同行していたが、途中で彼を見限り離反する。終盤でアルマの遺伝子試料を奪取し、追跡者である軍曹を抹殺すべく襲い掛かる。

## 敵キャラクター
レプリカ兵
声（日本語版）：?
ATCによって生み出されたクローン兵士達。フェッテルから指令が無い時は立ったままうつむき、じっとしている。彼らはみなクローンであり、遺伝子の一次提供者はパクストン・フェッテルとされる（Perseus Mandateで言及）。ただし、フェッテルの暴走以前にどのような生活をしていたのかは作中で言及されていない。また、全員がフルフェイスのヘルメット或いはマスクを着用しており、顔を確認する事はできない。
彼らに個性や部隊内での階級などは見られないが、喜怒哀楽といった単純な情緒は存在する様である。レプリカ兵には以下のような種類が存在する。
- 一般歩兵

様々な兵装で出現するが、基本行動は同一。プレイヤーと同じく銃器を操り、現状ルートでの制圧が困難と判断した場合に別ルートから回り込む、壁や資材を盾にする、爆弾を投げてくるなど知能が高い。無線を使って互いにコミュニケーションをとっており、独特のエフェクトのかかった音声が特徴。会話内容は彼らの戦術や残り人数を知るための情報源となっている。
- ヘビーアーマー

全身を装甲で固めた歩兵。標準装備はペネトレーターだが、稀にパーティクルウェポンやマルチロケットランチャー等の強力な武器を扱う。高い耐久力と引き換えに移動速度が遅く、立ち止まって迎撃態勢を取る事も多い。なお、Extraction Point以降では左手に盾を装備し、ミニガンまたはグレネードランチャーを扱う「ライオットヘビーアーマー」が登場する。
- 光学迷彩兵

他の兵士よりも小柄で非常に素早く、高い跳躍力と迷彩機能でかく乱しつつ格闘攻撃を仕掛けてくる。耐久力が高めで複数同時に出現する事もあるが、武器は持たない。
- REV6 パワードアーマー

一般歩兵が大型の追加装備を着込んだ姿であり、ロボットのような見た目と歩行音が特徴。ヘビーアーマーを上回る耐久力に加え、ミサイルまたはレーザーを乱射してくるボスクラスの敵。なお、Extraction Point以降には改良型の「REV8 レビヤタン」が登場する。
ATC警備兵
声（日本語版）：?
ATCが私有する警備兵。警察官のように簡素な服装だが、レプリカ兵と渡り合える戦闘能力を持つ。ATCにとってF.E.A.R.は味方のはずだが、ある事情から主人公に対しても攻撃を仕掛けてくる。一方でレプリカ兵の鎮圧も指示されており、彼らの同士討ちを狙うこともできる。Extraction Pointには登場しないが、Perseus Mandateには通常の個体に加え、ヘルメットとボディアーマーを装備した個体も登場する。
ナイトクロウラーズ
Perseus Mandateに登場する特殊傭兵部隊。レプリカ兵やATC警備兵とは異なる目的を持つ第四勢力。標準装備に独自の高性能アサルトライフルを採用しており、耐久力も一般歩兵やATC警備兵より高い。臨時でなく常設の部隊だが、隊員が個人を証明する物品を一切持たず、活動後の証拠隠滅にも長けている。さらにF.E.A.R.別働部隊やベターズに関する情報を持つ等、謎の多い存在である。
- エリート

ナイトクロウラーズのエリート兵。地形を縦横に素早く移動できる身体能力とヘビーアーマー並の耐久力を誇る。また、跳躍しながらフラググレネードを複数個同時にばら撒く、設置型砲塔を使用する、短距離ながら一瞬でステップまたはローリングする等の特殊行動が可能。さらに二戦目以降は複数同時に出現する強敵。
その他
- タレット

天井に設置され、侵入者を自動で攻撃する機銃。普段はハッチ内に身を隠している。攻撃力は高いが、電源を落として機能停止させることが可能。また、この機銃をプレイヤーが遠隔操作できる場面もいくつかある。
- ドローン

周囲一帯を探索する小型無人機。敵を発見するとレーザーで攻撃してくる。一般歩兵以上の耐久力を持ち、複数同時に出現する事が多い。
- ゴースト（アンデッド）

主人公の幻覚や終盤の現実世界に出現する悪霊。空間が黒く歪むようなエフェクトとともに出現し、こちらに向かって体当たり攻撃を仕掛けてくる。なお、Extraction Point以降には赤く光る両目と透明な体を持つ影（高速で動き回り格闘攻撃を仕掛けてくる）、Perseus Mandateには突然変異型アンデッド（地面の影に引きずり込もうとする）等が登場する。

## 武器
素手と遠隔爆弾（リモコン）を除き、武器の装備中は移動速度が減退する。
格闘攻撃
素手の状態ではパンチやアッパー、武器を装備している状態では銃床による殴打などを行う。また、ジャンプ中に格闘攻撃ボタンを押すと旋風脚、ジャンプ中に前進と格闘攻撃ボタンを押すと連続蹴り、（本編ではまっすぐ走りながら）しゃがみと格闘攻撃ボタンを押すとスライディングが発動する。格闘攻撃はシングルプレイやネットワーク対戦を問わず、多くの敵を一撃で倒すほどの威力を誇る。ただし、一部の敵（ヘビーアーマーやパワードアーマー等）にはダメージを与えられない。
素手
武器のドロップまたはホルスターウェポンを行った状態。攻撃手段は格闘攻撃とグレネードの投擲のみ。移動速度の減退は無し。
AT-14 ピストル（AT-14 デュアルピストル）
一般的なハンドガン。命中精度はやや低いが一発の威力が高め。また、これを装備しているときにもう一つ拾えば二丁拳銃となり、装弾数が倍化する（連射性は変わらない）。ただし、この武器を扱う敵は存在しないため、マップに落ちているものを拾わなければ弾薬補給ができない。移動速度の減退は通常時が最小、二丁拳銃時が小。
RPL サブマシンガン
小型のサブマシンガン。多くの一般歩兵やATC警備兵が装備している。一発の威力は最低値だが高い連射性を持ち、リロードの所要時間が最も短い。移動速度の減退は小。ダットサイトとフラッシュライトが装着されているが、使う事はできない。
SM15 マシンピストル
コンシューマー版のみに登場する小型の短機関銃。本編とExtraction Point（F.E.A.R. FILES版）後半で入手でき、携行弾数と入手機会が非常に多い。威力、連射性はピストルとサブマシンガンの中間程度。ピストル同様、もう一つ拾うことで二丁拳銃になるが、移動速度は若干減退する。フラッシュライトが装着されているが、使う事はできない。
VK-12 コンバットショットガン
ポンプアクション式のショットガン。手込め式のリロードを行うが、所要時間は残弾数に関係なく一定。近距離戦において、一般歩兵やATC警備兵を一撃で倒しやすい。散弾は放射状に広がると言うよりも間隔をあけて直線的に飛ぶため、ズームすれば中距離戦にも対応可能。また、未所持の状態から36発入手できる上に入手頻度が高く、弾切れとは無縁に近い。これらの特性上、狭い室内戦が多い本編では特に重宝する。移動速度の減退は最小。
G2A2 アサルトライフル
ドラムマガジンを採用したアサルトライフル。性能的にはサブマシンガンの威力重視版で、こちらも多くの一般歩兵やATC警備兵が装備している。移動速度の減退は中。
ASP ライフル
スコープを搭載した狙撃用の三連射式ライフル。単発火力と全弾命中時の時間帯火力に優れており、一回の発射で一般歩兵やATC警備兵を倒せる事がある。その反面、入手頻度が低いので常用はできない。移動速度の減退は最大。
10mm HV ペネトレーター
太さ10ミリの巨大な杭を発射し、倒した敵を周囲の地形に縫い付ける銃。多くのヘビーアーマーが装備している。発射時の反動が無く、ズームすれば最高クラスの命中精度を維持しつつ連射可能。さらに装甲貫通力が高いので相手と距離を選ばず、入手頻度も高めなので扱いやすい。本編では序盤から中盤にかけて狙撃武器が不足しやすく、その代用品として特に重宝する。移動速度の減退は中と大の間。ちなみに、名称の「HV」は「High Velocity」の略語だが、日本語版では「ヘビー」と誤訳されている。
MP-50 ラピッドキャノン
即着弾式の炸裂弾を発射するキャノン砲。高い威力と連射性、小規模の爆風効果、豊富な装弾数を併せ持つ。発射時の反動は大きいものの、ズームすれば精密射撃もこなせる。中距離以遠において強力無比な反面、不意の近距離戦に対応できない事が欠点。また、本編では入手機会が終盤に限られている。移動速度の減退は最大。
Type-7 パーティクルウェポン
倒した敵を白骨化させるプラズマガン。連射性と引き換えに最高クラスの単発火力を誇り、一般歩兵やATC警備兵はヘッドショットで即死する。さらに静止時の命中精度が最高値、ズームすればスコープで狙撃可能という強力無比な武器。本編の終盤では常用可能な程度に入手頻度が高まる反面、これを装備した一般歩兵に狙撃されるエリアが存在する。ただし、敵が扱う場合は威力が減退するため、最高難易度でも体力とアーマー次第で耐える事が可能。移動速度の減退は最大。
MOD-3 マルチロケットランチャー
三連射式の連装ロケットランチャー。弾速が遅い反面、非常に高い威力と小規模の爆風効果を持つ。強力な武器だが通常戦闘では火力過多になりやすく、携行弾数と入手機会が極端に低い。これを踏まえると、パワードアーマーやタレットに対して使用するのが効率的。移動速度の減退は最大。
タレットストリート
通常のプレイでは使用できない無限ガトリング砲。キャンペーンモードで全ての銃をドロップし、チャットに特定の言葉を入力する事で使用可能。高威力の弾丸を無反動で高速連射できる上に、命中精度もハンドガンと同等なので強力無比。ただし、何かしらの銃を入手すると消失してしまう他、装備中はしゃがみ撃ちや銃での格闘攻撃、グレネードの投擲（遠隔爆弾を除く）ができない。移動速度の減退は中。
TG-2A ミニガン
Extraction Point以降に登場するリロード不要のガトリング砲。弾丸を高速連射し、近距離戦において圧倒的な火力を誇る。弾のばらつきと反動が大きいので遠距離戦は不得手。一度に大量の弾薬を得られる反面、入手頻度が極端に低い。移動速度の減退は最大。ちなみに、Extraction Pointでは毎秒28発の連射が可能。強力すぎる故か、Perseus Mandateで毎秒14発に弱体化した。
Type-12 レーザーカービン
Extraction Point以降に登場する無反動のレーザー銃。一本の細いレーザーを真正面に照射し続け、地形やオブジェクトに痕を残す。命中精度は移動やズームの有無を問わず最高値で、装甲貫通力に優れている。ただし、弾薬消費が激しいので弾切れを起こしやすく、入手頻度も低い。移動速度の減退は大。
VES アドバンスドライフル
Perseus Mandateに登場する、暗視スコープを搭載した高性能アサルトライフル。特殊傭兵部隊「ナイトクロウラーズ」の専用装備であり、レプリカ兵やATC警備兵が扱うことはない。性能バランスと入手頻度が高く、狙撃もこなせるため扱いやすい。ただし、狙撃時の暗視機能が必須となる場面は存在せず、むしろ敵の姿が赤い視界に溶け込んでしまう事がある。移動速度の減退は大。
K3-BT グレネードランチャー
Perseus Mandateに登場する、回転式弾倉を採用したグレネードランチャー。発射した榴弾は放物線を描きながら飛び、一定時間後に爆発する。障害物や曲がり角の向こう側を攻撃するのが主な運用法。威力や装弾数でフラググレネードを上回る反面、あちら以上に遠くへ飛ぶため弾道調整が難しい。開けた場所では無駄弾が出やすく、入手頻度も非常に低い事が欠点。移動速度の減退は最大。
LP4 ライトニングアークウェポン
Perseus Mandateに登場する、稲妻のような電撃を放つ兵器。即着弾系の武器としては唯一、射程が制限されている。その反面、照準が多少ずれていても当てる事が可能。単発火力と時間帯火力の両方が高い上に、敵が密集している場合は複数同時にダメージを与える。装弾数に難はあるものの、高火力と当てやすさが両立した強力無比な武器。明確な欠点は超遠距離戦に対応できず、入手頻度が非常に低い事。移動速度の減退は最大。
N6A3 フラググレネード
投擲から一定時間後に爆発する手榴弾。投擲者以外との接触または銃撃により即爆発させる事も可能。投擲距離が長い上に相当転がり、壁にぶつかると大きく跳ね返る。爆風の効果範囲はラピッドキャノン、マルチロケットランチャーより広い。敵味方を問わず使用する爆発系武器だが、プレイヤー以外が投擲した場合は同士討ちのダメージが0になる。また、一般歩兵やATC警備兵は相手のフラググレネードを回避しようとする。
AT-S 近接グレネード
地雷型の爆弾。同時設置数は5つまで。設置後に敵対者が近づくと地面から浮き上がって爆発する。銃撃により即爆発させる事も可能。投擲距離が短く着地後は殆ど転がらない。修正パッチで設置後の回収が可能となった。ただし、本編（コンシューマー版）とExtraction Pointでは不可能。ちなみに、威力はグレネード（爆弾）の中で最も高い。
M77 遠隔爆弾
リモコン式の爆弾。同時設置数は5つまで。投擲後は何かに貼り付き、任意のタイミングで起爆できる。銃撃により即爆発させる事も可能。修正パッチで設置後の回収が可能となった。ただし、本編（コンシューマー版）とExtraction Pointでは不可能。なお、この武器は銃と併用できない代わりに移動速度が減退せず、高威力かつ隙の少ない格闘攻撃（リモコンによる殴打）を繰り出せる。
AP-5 設置型砲塔
Extraction Point以降に登場する、周囲の敵に対して自動で応戦する砲塔。同時設置数はExtraction Pointが無制限、Perseus Mandateが3つまで。設置後の回収はできない反面、壁や天井にも貼り付ける事が可能。ちなみに、砲塔は敵だけでなくプレイヤーの攻撃でも破壊できる他、一定数の弾丸を発射すると自壊する。

## Steam版について
現在steamシステムからのデジタルダウンロードが可能になった。このSteam版は日本語にも対応しており日本からの購入もできる。イーフロンティアから廉価版が発売されている。（後年英語版だけの配信に変更になった）

## 拡張パック
現在までに2作の拡張パックが発売されているが、二つともMonolith Productionsが製作に携わっていない。本編の直接の続編である『F.E.A.R.2: Project Origin』ではこれら拡張パックのストーリーは完全に無視されたが、一部の特徴（ドアを殴って開ける等）は受け継いでいる。

### Extraction Point
2006年10月24日に「Extraction Point」と題して拡張パックが発売された。ストーリーは本編のエンディング直後から始まり、新しく光線銃やガトリング砲、新型の罠、強力な敵などが追加されている。プレイヤーは再び動き出したレプリカ部隊を倒しながら、廃墟と化した街からの脱出を試みる。
拡張パックは本編に直接組み込むのではなく、データを流用し別のゲームソフトとしてインストールする形式。ストーリーは本編のエンディング直後から始まるが、本編をクリアしていなくてもプレイする事が可能。
新しいシングルプレイヤー用マップと新しい武器、新しい敵が追加された。教会やビル、病院といったステージ構成となっている。また、一部の戦闘では味方が共闘してくれる。システム面では、ロックされていない扉を格闘攻撃またはグレネードで開ける事が可能となった。また、一部の扉が時間経過で閉じるようになった。他の細かい変更点として、スライディングの発動条件が簡略化され、設置したグレネード（爆弾）の回収が不可能となっている。

### Perseus Mandate
2007年11月6日にもう一つの拡張パックである「Perseus Mandate」が発売され、Extraction Pointと本作を収録した「F.E.A.R. FILES」が米国でXbox 360に移植された。
ストーリーは本編及びExtraction Pointと同じ時間軸で展開。あちらで起こった大きな出来事はこちらにも反映されている。主人公はポイント・マンからF.E.A.R.別働部隊の軍曹に変更。ただし、この軍曹も何故かスロー・モーを体得しているため、戦闘システムは変わらない。
インストール形式は新規のゲームソフトと同質。単体で動作するため、本編及びExtraction Pointを購入する必要は無い。
新しいシングルプレイヤー用マップと新しい武器、新しい敵が追加された。Extraction Point同様、一部の戦闘では味方が共闘してくれる。また、クリア後の特典として小マップに挑む「ボーナスミッション」が3つ存在する。中でも「Mission 2 - Arena」は四方から敵が出現する上に、安全地帯が存在しない高難易度マップとなっている。
システム面ではExtraction Pointでの変更点に加え、ヘッドランプの点灯時間が大幅に延長されている。時間経過で閉じる扉も存在するが、配置数は極端に少ない。他の細かい変更点として、ミニガンの連射速度が半減し、設置したグレネード（爆弾）の回収が再び可能となっている。

## マルチプレイ
本作にはインターネット回線を使用して他者と銃撃戦で競い合う「マルチプレイモード」が実装されている。本編と比べ銃器の威力が高く、ルールに若干の違いが見られる。
なお、マルチプレイには後述する無料のパッケージがインターネットで配布されている。

### F.E.A.R.COMBAT
2006年8月17日にマルチプレイ専用版『F.E.A.R.』が完全無料で公開されている。プレイには無料で手に入るCDキーの取得が必要。ゲーム内容は製品版『F.E.A.R.』のマルチプレイヤーと同等だが、拡張パックの内容は含まれない。なお、日本語版のファイルも配布されている。

## 受賞歴
- ゲームスパイ　Top Ten Game Award賞
- IGN.COM　Best First Person Shooter賞

## F.E.A.R. 日本語版について
2005年12月2日より本作の日本語版吹き替え版がライブドアより発売された。また後年2008年1月25日にはイーフロンティアから廉価版が発売された。
この日本語版では、ゲーム中の字幕とすべての音声（ラジオから流れてくるニュース、電話の着信メッセージなど）が日本語に吹き替えられている。
その他に、豪華版として「Director's Edition」というパッケージも発売されており 特典映像として本編事件の発端になる実写ムービーやメイキングビデオ、ゲームスタート直後を描いた小冊子などがついてくる。ゲーム内容は本編と同等。日本では日本語吹き替え版の発売直前にこれの英語版がライブドアから発売されていた。